# Kuwalanaziti (Oberschäfer)
Kuwalanaziti war ein hethitischer Heerführer mit dem Titel „Oberschäfer“ (GAL NA.GAD) unter König Šuppiluliuma I. Nach einer Episode im hethitischen Text „Taten des Šuppiluliuma“ wurden Kuwalanaziti und Urananni beauftragt, das Land Kašula zu unterwerfen. Nach erfolgreichem Abschluss führten sie tausende Gefangene, Rinder und Schafe nach der hethitischen Hauptstadt Ḫattuša.
Vermutlich war Kuwalanaziti ein Vorfahre des Prinzen Kuwalanaziti und Vater oder Großvater des Šaḫurunuwa, der unter König Tudḫaliya IV. als Bote ins Land Mira geschickt wurde.